# 工农路街道
工农路街道，是中华人民共和国甘肃省白银市白银区下辖的一个乡镇级行政单位。

## 行政区划
工农路街道下辖以下地区：
火车站社区、工农路社区、永丰街社区、盘旋路社区、长通社区和西铜社区。